# Akrilfesték
Az akrilfesték teljesen fedő, gyorsan száradó, száradás után vízálló, vizes alapú dekorációs festék. Használható a művészet, hobbi, szabadidő, iskola, modellkészítés területein. Sok alaphoz alkalmazható, például fa, papír, bőr, kő, fém, üveg, agyag, viasz, műanyag felületekre.
Az akrilfesték a 20. századtól a  művészek kedvelt festéke a könnyű használat és a nagyfokú térhálósodása miatt. A nagy mennyiségű vizes (tehát nem szerves oldószeres) műanyag diszperzió, amit az akrilfesték tartalmaz a száradás közben nem csak a vizet párologtat el magából, hanem erős keresztkötéseket hoz létre a molekulák között. Léteznek fényes és matt akrilfestékek is.